# Luis Legaz Lacambra
Luis Legaz Lacambra (Zaragoza, 1906-Madrid, 1980) fue un filósofo del derecho, académico y político español

## Biografía
Nacido el 17 de abril de 1906 en Zaragoza, estudió en la Universidad de Zaragoza y en la Universidad Central, donde se doctoró. Fue catedrático sucesivamente en las universidades de La Laguna, Santiago de Compostela y Madrid, así como miembro de número de la Real Academia de Ciencias Morales y Políticas y de la Real Academia de Jurisprudencia y Legislación, institución esta última en la que ingresó en 1969. Ha sido considerado uno de los más importantes teóricos del nacionalsindicalismo.
Fue rector de la Universidad de Santiago de Compostela entre 1942 y 1960, puesto que le garantizó el cargo de procurador en las Cortes franquistas desde 1943 a 1960, para pasar a serlo de nuevo entre 1964 y 1967 por designación del jefe de Estado. Entre 1970 y 1974, ejerció como director del Instituto de Estudios Políticos. Falleció en Madrid el 2 de mayo de 1980.